# Abbottowie prawdziwi
Abbottowie prawdziwi (oryg. Inventing the Abbotts) – melodramat produkcji amerykańskiej z 1997 roku. Film oparto na kanwie noweli Sue Miller.

## Obsada
| Aktor             | Rola                  |
| ----------------- | --------------------- |
| Joaquin Phoenix   | Doug Holt             |
| Billy Crudup      | Jacey Holt            |
| Liv Tyler         | Pamela Abbott         |
| Jennifer Connelly | Eleanor Abbott        |
| Will Patton       | Lloyd Abbott          |
| Kathy Baker       | Helen Holt            |
| Joanna Going      | Alice Abbott          |
| Barbara Williams  | Joan Abbott           |
| Michael Sutton    | Steve                 |
| Shawn Hatosy      | Victor                |
| Alessandro Nivola | Peter Vanlaningham    |
| Julie Benz        | Co-ed                 |
| Michael Keaton    | narrator/starszy Doug |